# جائزة الكويت
جائزة الكويت هي جائزة مقدمة من مؤسسة الكويت للتقدم العلمي تهدف إلى دعمِ وتشجيع البحث العلمي في الكويت والوطن العربي. تُقدّم المؤسسة جائزتين، واحدة للباحثين الكويتيين وأخرى للباحثين العرب في كل مجال من المجالات التالية:
- العلوم الأساسية
- العلوم التطبيقية
- العلوم الاقتصادية والاجتماعية
- الفنون والآداب
- التراث العلمي العربي والإسلامي

وتتألّفُ الجائزة من مبلغ قدره ثلاثون ألف دينار كويتي ودرع المؤسسة مع ميدالية ذهبية وشهادة تقدير تُبيّن مميزات الإنتاج الفائز وأهميته بصورة موجزة. وقد تم إنشاء جائزة الكويت في عام 1979 تماشيا مع أهداف مؤسسة الكويت للتقدم العلمي وتحقيقا لأغراضها في دعم الأبحاث العلمية بمختلف فروعها وتشجيع العلماء والباحثين العرب.

## الفائزون بالجائزة
عام 2005
- العلوم الأساسية - الحاسوب : أمير فؤاد عطية
- العلوم التطبيقية - تنمية مصادر المياه: فوزية محمد الرويح ونضال هلال
- التراث العلمي العربي والأسلامي - علم الطب وتاريخه: يوسف زيدان وربيع السعيد عبد الحليم

عام 2006
- العلوم الأساسية - علم البصريات: بهاء صالح
- العلوم التطبيقية - التآكل: فايزة محمد الخرافي

عام 2007
- العلوم الأساسية - علم المناعة: سامية خوري
- العلوم التطبيقية - الصيدلة: عبد الرحمن أحمد عبد الرحمن
- الفنون والآداب - الأدب الأندلسي: محمد رضوان الداية

عام 2008
- العلوم التطبيقية: علي قطريب
- التراث العلمي العربي: أحمد باشا ومطفى مولدي

عام 2018
- العلوم الأساسية - هلال أحمد الأشول (من الجمهورية اليمنية) ومحمد االصائغ (من الجمهورية اللبنانية)
- العلوم التطبيقية - زاكيه حسين حسني كفافي (من جمهورية مصر العربية) وحسام الشريف (من دولة فلسطين)
- العلوم الاقتصادية والاجتماعية - عماد أحمد موسى (من الجمهورية العراقية) وبادي هاني بلطه جي (من الجمهورية اللبنانية)
- الفنون والآداب - محسن جاسم الموسوي (من الجمهورية العراقية)

عام 2019
- العلوم الأساسية - نادر المصمودي (تونس)
- العلوم التطبيقية - عمر فرحه (فلسطين)
- العلوم الاجتماعية - علي أومليل (المغرب)